# Landschaftsschutzgebiet Areal bei der Burg Hinte
Das Landschaftsschutzgebiet Areal bei der Burg Hinte ist ein Landschaftsschutzgebiet im Landkreis Aurich des Bundeslandes Niedersachsen. Es liegt vollständig auf dem Gebiet der Gemeinde Hinte und trägt die Nummer LSG AUR 00018.

## Beschreibung des Gebiets
Das 1965 ausgewiesene Landschaftsschutzgebiet umfasst eine Fläche von 0,1 Quadratkilometern und liegt südlich der Osterhuser- und westlich der Brückstraße. Das Landschaftsschutzgebiet grenzt unmittelbar an die Burg Hinta und zeichnet sich durch Kleingehölzstrukturen, unterschiedliche Gräben, Feuchtgrünland, Brache und Ackerland sowie einem Gewässerabschnitt des Knockster Tiefs aus.

## Schutzzweck
Genereller Schutzzweck sind der „Erhalt abwechslungsreicher Grünstrukturen innerhalb des Siedlungsbereiches der Ortschaft Hinte mit landschafts- bzw. ortsbildprägender Wirkung, die Hervorhebung historisch gewachsener Strukturen (Burg-, Kirchen- und Gulfhofanlage) mit heimatkundlicher Bedeutung, die Naherholungsfunktion, die Sicherung seltener Altbaumbestände, die Sicherung eines Rückzugs- und Regenerationsraumes angepasster Arten und Lebensgemeinschaften innerhalb dörflicher Siedlungen“.